# Majorant ou minorant
En mathématiques, soient {\displaystyle (E,\leq )} un ensemble ordonné et {\displaystyle F} une partie de {\displaystyle E} ; un élément {\displaystyle x} de {\displaystyle E} est :
- un majorant de {\displaystyle F} s'il est supérieur ou égal, par la relation binaire définie au préalable, à tous les éléments de {\displaystyle F} :{\displaystyle \forall y\in F,\quad x\geq y}[1];
- un minorant de {\displaystyle F} s'il est inférieur ou égal, par la relation binaire définie au préalable, à tous les éléments de {\displaystyle F} :{\displaystyle \forall y\in F,\quad x\leq y}[1].

- Si {\displaystyle F} possède un majorant {\displaystyle x} alors on dit que {\displaystyle F} est une partie majorée.
- Si {\displaystyle F} possède un minorant {\displaystyle x} alors on dit que {\displaystyle F} est une partie minorée.

## Exemples
- Pour l'intervalle {\displaystyle ]0,10[}, partie de l'ensemble {\displaystyle \mathbb {R} } des nombres réels ordonné par l'ordre usuel {\displaystyle \leq } : {\displaystyle 10} et {\displaystyle 11} sont des majorants alors que {\displaystyle 0} et {\displaystyle -1} sont des minorants.
- {\displaystyle [0,+\infty [} n'a pas de majorant dans {\displaystyle \mathbb {R} }.

## Notions connexes
- Borne supérieure et borne inférieure
- Élément maximal
- Plus grand élément